# Ancerville (Meuse)
Ne doit pas être confondu avec Ancerville (Moselle).
Pour les articles homonymes, voir Ancerville.
Ancerville est une commune française située dans le département de la Meuse, en région Grand Est.

## Géographie
Bordée au sud-ouest par la Marne, Ancerville est proche de l'agglomération de Saint-Dizier, chef-lieu d'arrondissement de Haute-Marne, mais se situe sur le plateau du Barrois, c'est le premier bourg meusien en quittant la Champagne.
Le territoire de la commune est limitrophe de 7 communes, dont 5 communes se trouvent dans le département limitrophe de la Haute-Marne.  
| Chancenay (Haute-Marne) Bettancourt-la-Ferrée (Haute-Marne) | Sommelonne                     | Cousances-les-Forges      |
| Saint-Dizier (Haute-Marne)                                  | Ancerville                     |                           |
|                                                             | Roches-sur-Marne (Haute-Marne) | Chamouilley (Haute-Marne) |

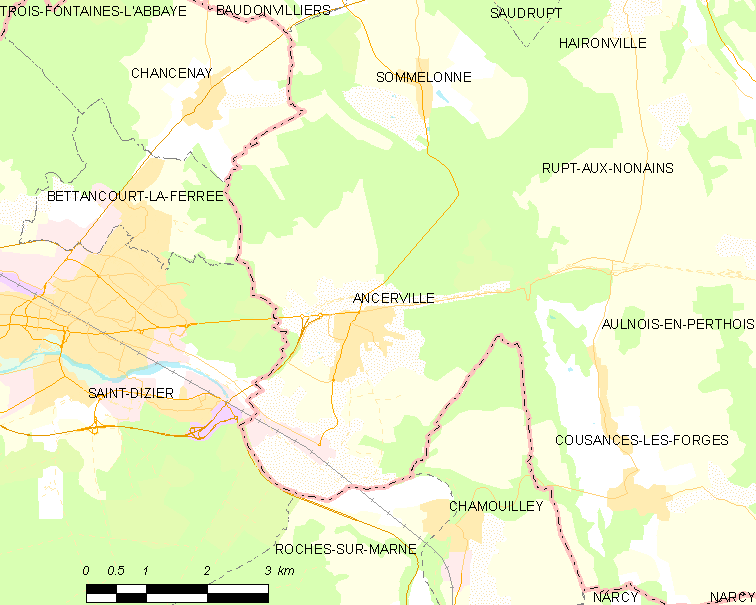
Carte de la commune.
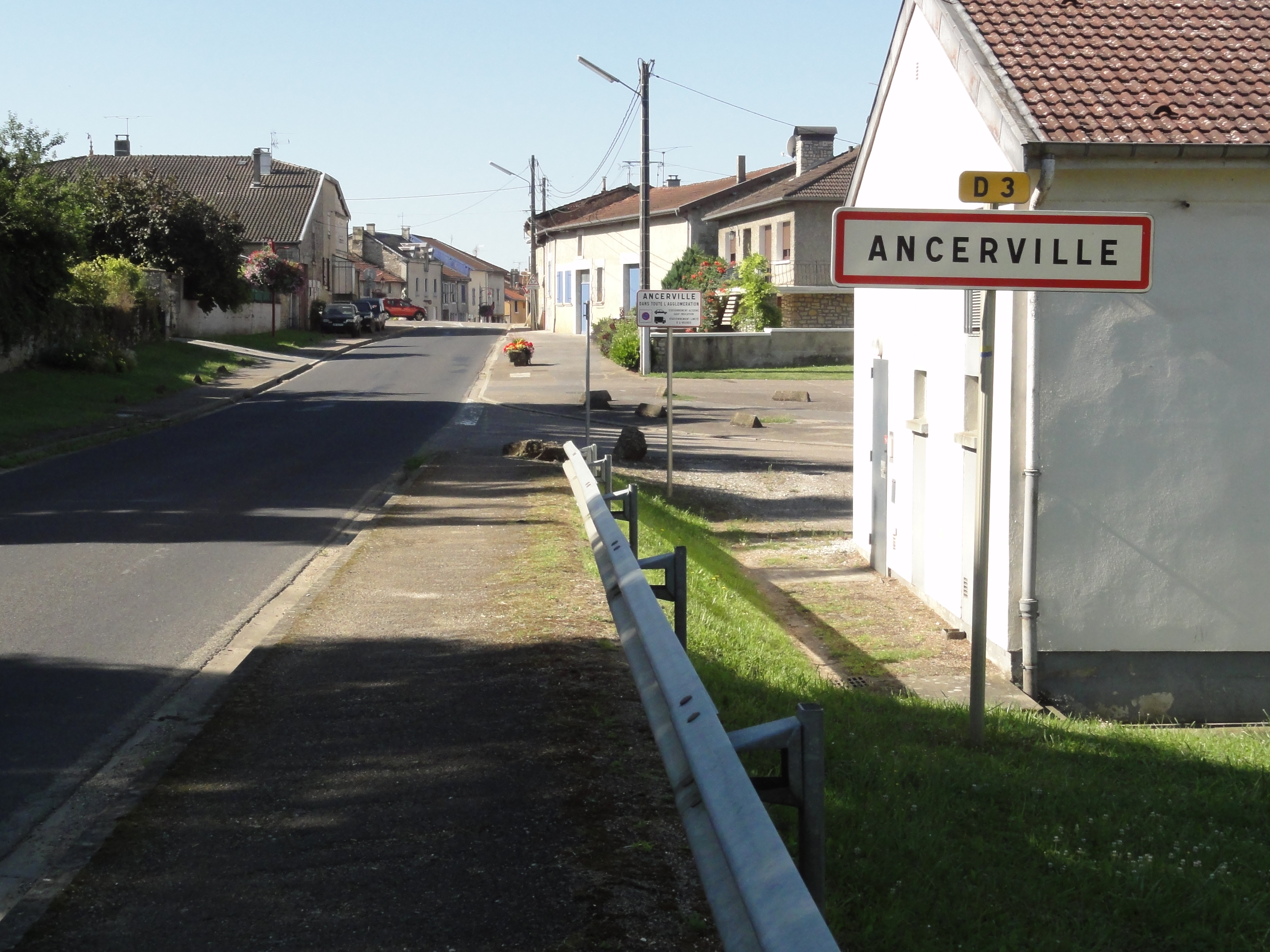
Entrée d'Ancerville.
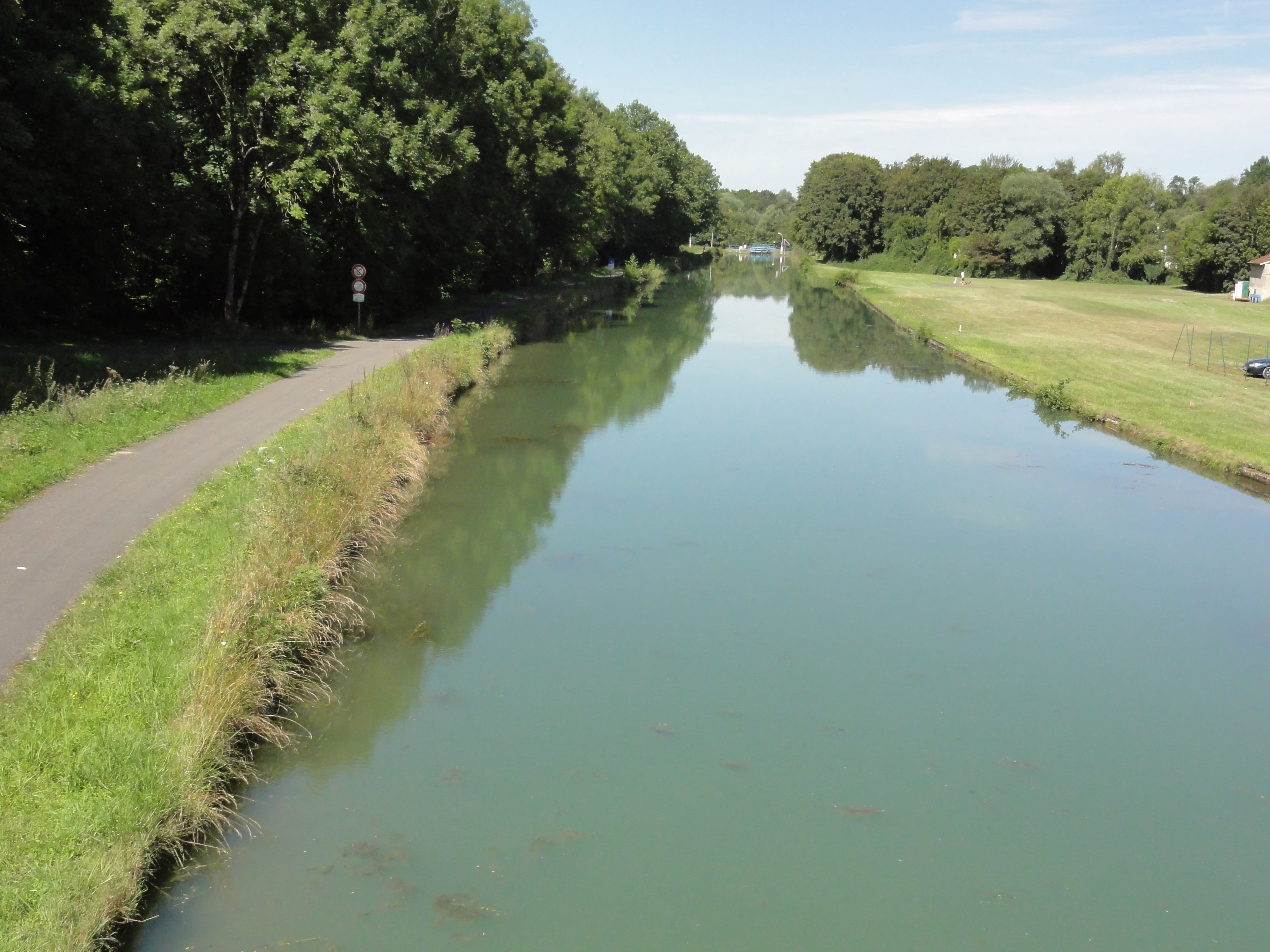
Güe d'Ancerville, Canal entre Champagne et Bourgogne.

### Hydrographie
La commune est dans la région hydrographique « la Seine de sa source au confluent de l'Oise (exclu) » au sein du bassin Seine-Normandie. Elle est drainée par la Marne et le canal de la Marne a la Saone,.
La Marne  prend sa source sur le plateau de Langres, dans la commune de Saints-Geosmes (Haute-Marne) et se jette dans la Seine entre Charenton-le-Pont et Alfortville (Val-de-Marne) dans le quartier de Conflans-l'Archevêque.
Le canal de la Marne à la Saône est un canal à bief de partage au gabarit Freycinet, d'une longueur de 160 km reliant les vallées de la Marne et de la Saône, géré par les Voies navigables de France.

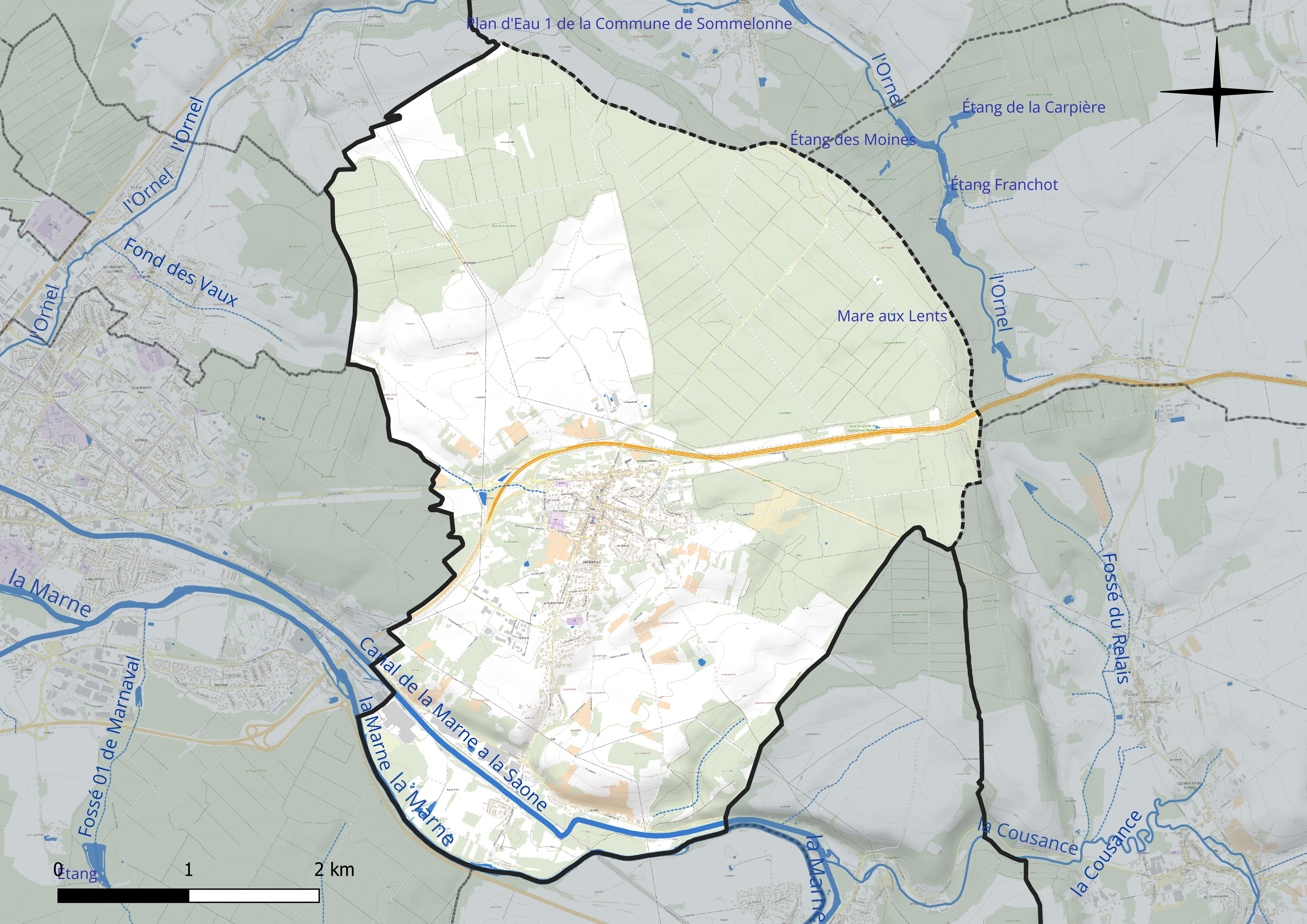
Réseau hydrographique d'Ancerville.

Un plan d'eau complète le réseau hydrographique : la mare aux Lents (0 ha),.

### Climat
Pour des articles plus généraux, voir Climat du Grand Est et Climat de la Meuse.
En 2010, le climat de la commune est de type climat de montagne, selon une étude du Centre national de la recherche scientifique s'appuyant sur une série de données couvrant la période 1971-2000. En 2020, Météo-France publie une typologie des climats de la France métropolitaine dans laquelle la commune est exposée à un climat océanique altéré et est dans la région climatique Lorraine, plateau de Langres, Morvan, caractérisée par un hiver rude (1,5 °C), des vents modérés et des brouillards fréquents en automne et hiver.
Pour la période 1971-2000, la température annuelle moyenne est de 10,1 °C, avec une amplitude thermique annuelle de 15,9 °C. Le cumul annuel moyen de précipitations est de 949 mm, avec 13,3 jours de précipitations en janvier et 9,4 jours en juillet. Pour la période 1991-2020, la température moyenne annuelle observée sur la station météorologique de Météo-France la plus proche, « Saint-Dizier », sur la commune de Saint-Dizier à 5 km à vol d'oiseau, est de 11,6 °C et le cumul annuel moyen de précipitations est de 794,5 mm. 
La température maximale relevée sur cette station est de 41,4 °C, atteinte le 25 juillet 2019 ; la température minimale est de −22,5 °C, atteinte le 14 février 1956,,.
Les paramètres climatiques de la commune ont été estimés pour le milieu du siècle (2041-2070) selon différents scénarios d'émission de gaz à effet de serre à partir des nouvelles projections climatiques de référence DRIAS-2020. Ils sont consultables sur un site dédié publié par Météo-France en novembre 2022.

## Urbanisme

### Typologie
Au 1er janvier 2024, Ancerville est catégorisée bourg rural, selon la nouvelle grille communale de densité à sept niveaux définie par l'Insee en 2022.
Elle appartient à l'unité urbaine de Saint-Dizier, une agglomération inter-départementale regroupant six  communes, dont elle est une commune de la banlieue,,. Par ailleurs la commune fait partie de l'aire d'attraction de Saint-Dizier, dont elle est une commune de la couronne,. Cette aire, qui regroupe 72 communes, est catégorisée dans les aires de 50 000 à moins de 200 000 habitants,.

### Occupation des sols
L'occupation des sols de la commune, telle qu'elle ressort de la base de données européenne d’occupation biophysique des sols Corine Land Cover (CLC), est marquée par l'importance des forêts et milieux semi-naturels (47,1 % en 2018), en diminution par rapport à 1990 (48,4 %). La répartition détaillée en 2018 est la suivante : 
forêts (47 %), terres arables (22,9 %), zones agricoles hétérogènes (20,6 %), zones urbanisées (6,5 %), zones industrielles ou commerciales et réseaux de communication (2,8 %), milieux à végétation arbustive et/ou herbacée (0,1 %). L'évolution de l’occupation des sols de la commune et de ses infrastructures peut être observée sur les différentes représentations cartographiques du territoire : la carte de Cassini (XVIIIe siècle), la carte d'état-major (1820-1866) et les cartes ou photos aériennes de l'IGN pour la période actuelle (1950 à aujourd'hui).

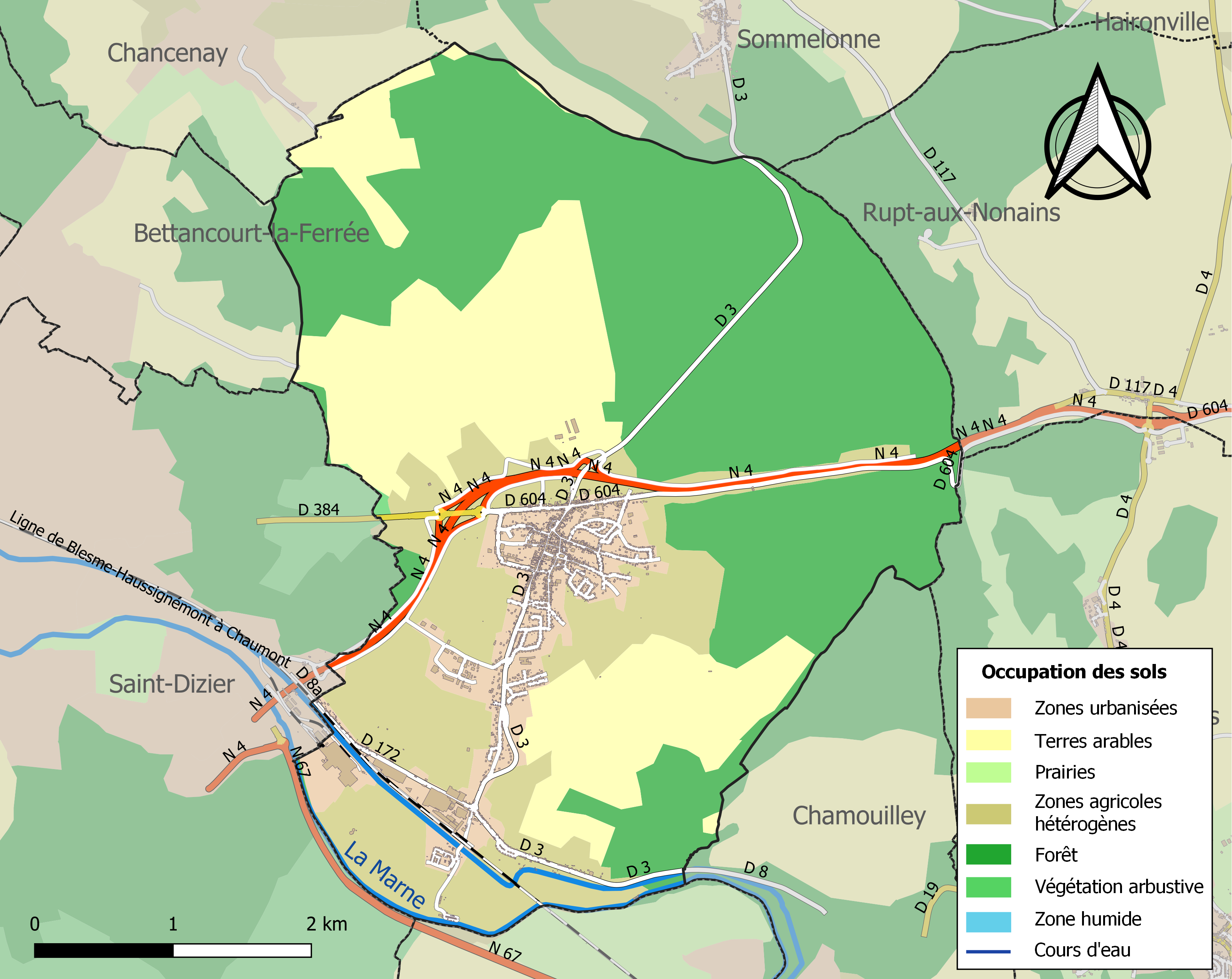
Carte des infrastructures et de l'occupation des sols de la commune en 2018 (CLC).

## Toponymie
Le nom de la localité est attesté sous une forme identique à celle que nous connaissons actuellement : Ancerville dès 1180,, sous la forme Anserville en 1269 (cartulaire de Montiers).
Il s'agit d'une formation toponymique médiévale en -ville (ancien français vile, issu du latin villa [rustica] « grand domaine rural ») au sens ancien de « domaine rural ». Il est précédé selon le cas général d’un anthroponyme. L'élément Ancer- s'accorde avec une interprétation par le nom d'homme germanique Ansher.

## Histoire
Les antiquités gallo-romaines, les monnaies des empereurs, les sépultures et les armes trouvées à plusieurs reprises soit dans l'enceinte même du village, soit dans la campagne, autorisent cette conjecture, sans que l'on puisse préciser l'époque où fut fondé Ancerville. Grâce à la salubrité de son climat, à la position topographique du territoire presque tout entier situé sur un plateau légèrement ondulé de collines et de vallées inclinant vers le sud-ouest, grâce à la constitution variée, à la fertilité de son sol profond en humus,à la richesse du minerai depuis longtemps exploité et à la facilité de le transformer en fer sur place au moyen des forges à bras dont les fourneaux s'alimentaient de combustible aux forêts attenantes, comme l'attestent les monceaux de crassiers que l'on trouve à chaque pas dans les alentours du village, Ancerville vit sa population grandir de manière à former une seigneurie considérable.
Durant la période des invasions barbares et le régime de la féodalité jusqu'au XIe siècle, on ne rencontre aucun monument relatif à l'histoire du village. Seule la date de 1080 atteste l'existence d'un groupe d'habitations dans ce qui fut probablement le noyau primitif du village.

### Évolution
Depuis le XIIIe siècle, Ancerville est chef-lieu des baronnie, office et prévôté de ce nom.
À la fin du XIIIe siècle un hôtel-Dieu est donné en 1268 par Renaud de Bar, seigneur d'Ancerville et troisième fils du comte Henri II de Bar, aux hospitaliers de l'ordre de Saint-Jean de Jérusalem qui y fondent la commanderie de Braux. Celle-ci sera confisquée comme bien national puis revendue à l'issue de la Révolution française.
Ancerville fut une possession de la famille de Quiévrain dans le Hainaut, puis passa par Philippe de Gueldre à la Maison de Lorraine et à ses alliés par succession ou mariage : les Guise, les  princes de Joinville, les Orléans qui la conservèrent jusqu’en 1721, époque à laquelle le régent Philippe d'Orléans céda de nouveau la terre d’Ancerville au duc Léopold Ier de Lorraine moyennant 750 000 livres ; à cette époque, le recensement dénombrait 500 feux.
Jusqu'au XIXe siècle, la population vivait essentiellement de l'agriculture, de viticulture notamment. On peut lire dans le « Guide pittoresque du voyageur en France » de 1838 : « Bourg situé sur la route de Saint-Dizier à Nancy, à 5 lieues de Bar-le-Duc. Pop. 2 229 hab. – Fabriques et commerce considérable de kirschenwasser ».
En 1901, messieurs Henri et Paul Giros édifient une usine de construction de machines à coudre qui est à l'origine de la « Société Meusienne de Construction Mécanique ».
En 1974, 2 560 habitants sont recensés, qui travaillent essentiellement dans le secteur secondaire : La Meusienne ; Tréfilunion Marnaval ; les Fonderies de Cousances aux forges ; I.H.F. à Saint-Dizier.

## Politique et administration

### Tendances politiques et résultats
Les résultats du 2e tour de l'élection présidentielle à Ancerville sont les suivants : Marine Le Pen (Front national) est en tête des suffrages avec 58,91 % des voix. En seconde position, Emmanuel Macron (En Marche!) obtient un score de 41,09 %.
À l'issue du 1er tour à Ancerville, Marine Le Pen (FN) était également arrivée à la première place (44,1 % des votes) dans la commune d'Ancerville.

## Population et société

### Démographie
Les habitants sont appelés les Ancervillois ou les Chevreuils[réf. nécessaire].

L'évolution du nombre d'habitants est connue à travers les recensements de la population effectués dans la commune depuis 1793. Pour les communes de moins de 10 000 habitants, une enquête de recensement portant sur toute la population est réalisée tous les cinq ans, les populations de référence des années intermédiaires étant quant à elles estimées par interpolation ou extrapolation. Pour la commune, le premier recensement exhaustif entrant dans le cadre du nouveau dispositif a été réalisé en 2005.

En 2022, la commune comptait 2 583 habitants, en évolution de −6,62 % par rapport à 2016 (Meuse : −4,4 %, France hors Mayotte : +2,11 %).
| 1793  | 1800  | 1806  | 1821  | 1831  | 1836  | 1841  | 1846  | 1851  |
| ----- | ----- | ----- | ----- | ----- | ----- | ----- | ----- | ----- |
| 2 000 | 2 172 | 2 332 | 2 308 | 2 239 | 2 211 | 2 181 | 2 208 | 2 233 |

| 1856  | 1861  | 1866  | 1872  | 1876  | 1881  | 1886  | 1891  | 1896  |
| ----- | ----- | ----- | ----- | ----- | ----- | ----- | ----- | ----- |
| 2 012 | 2 003 | 2 177 | 2 116 | 2 168 | 2 037 | 2 024 | 1 891 | 1 872 |

| 1901  | 1906  | 1911  | 1921  | 1926  | 1931  | 1936  | 1946  | 1954  |
| ----- | ----- | ----- | ----- | ----- | ----- | ----- | ----- | ----- |
| 1 888 | 1 995 | 1 997 | 1 929 | 1 906 | 1 776 | 1 738 | 1 688 | 1 982 |

| 1962  | 1968  | 1975  | 1982  | 1990  | 1999  | 2005  | 2006  | 2010  |
| ----- | ----- | ----- | ----- | ----- | ----- | ----- | ----- | ----- |
| 2 362 | 2 560 | 2 716 | 2 833 | 2 869 | 2 726 | 2 828 | 2 819 | 2 770 |

| 2015  | 2020  | 2022  | - | - | - | - | - | - |
| ----- | ----- | ----- | - | - | - | - | - | - |
| 2 770 | 2 617 | 2 583 | - | - | - | - | - | - |

### Santé et sécurité
Ancerville dispose d'un centre de secours du SDIS 55 composé exclusivement de sapeurs-pompiers volontaires. Il y a également dans le bourg un casernement de gendarmerie nationale. Ainsi, les appels 18 et 17 peuvent être assurés par les Ancervillois.

## Économie
En 2012, 3 types de commerce sont disponibles sur la commune d'Ancerville : 2 boulangeries, 1 fleuriste et  1 épicerie.
| Données 2015                                  | Ancerville | Moyenne des villes |
| --------------------------------------------- | ---------- | ------------------ |
| Nombre d'entreprises                          | 93         | 119,1              |
| - dont commerces et services aux particuliers | 34         | 44                 |
| Entreprises créées                            | 8          | 14,7               |

La commune se situe dans l'unité urbaine de Saint-Dizier.

## Culture locale et patrimoine

### Lieux et monuments
- Église Saint-Martin d'Ancerville, construite : XIIIe siècle ; XVe siècle ; XVIe siècle ; XVIIIe siècle,  Classé MH (1990)[32].

Dans l'église : des plaques commémorant les morts des guerres de 1870-1871 et de 1914-1918.
- Maison, au 32 rue du Château, du XVe siècle avec pan-de-bois et sa porte d'origine, à tympan décoré d'un écu,  Inscrit MH (1992)[33].
- Maison natale de Paul Émile Debraux.
- Cheminée géodésique, en forêt à l'est de la commune
- Pompe-fontaine Le Lion d'Ancerville.
- Fontaine de la place de la Mairie.
- Fontaine, rue de la Fontaine.

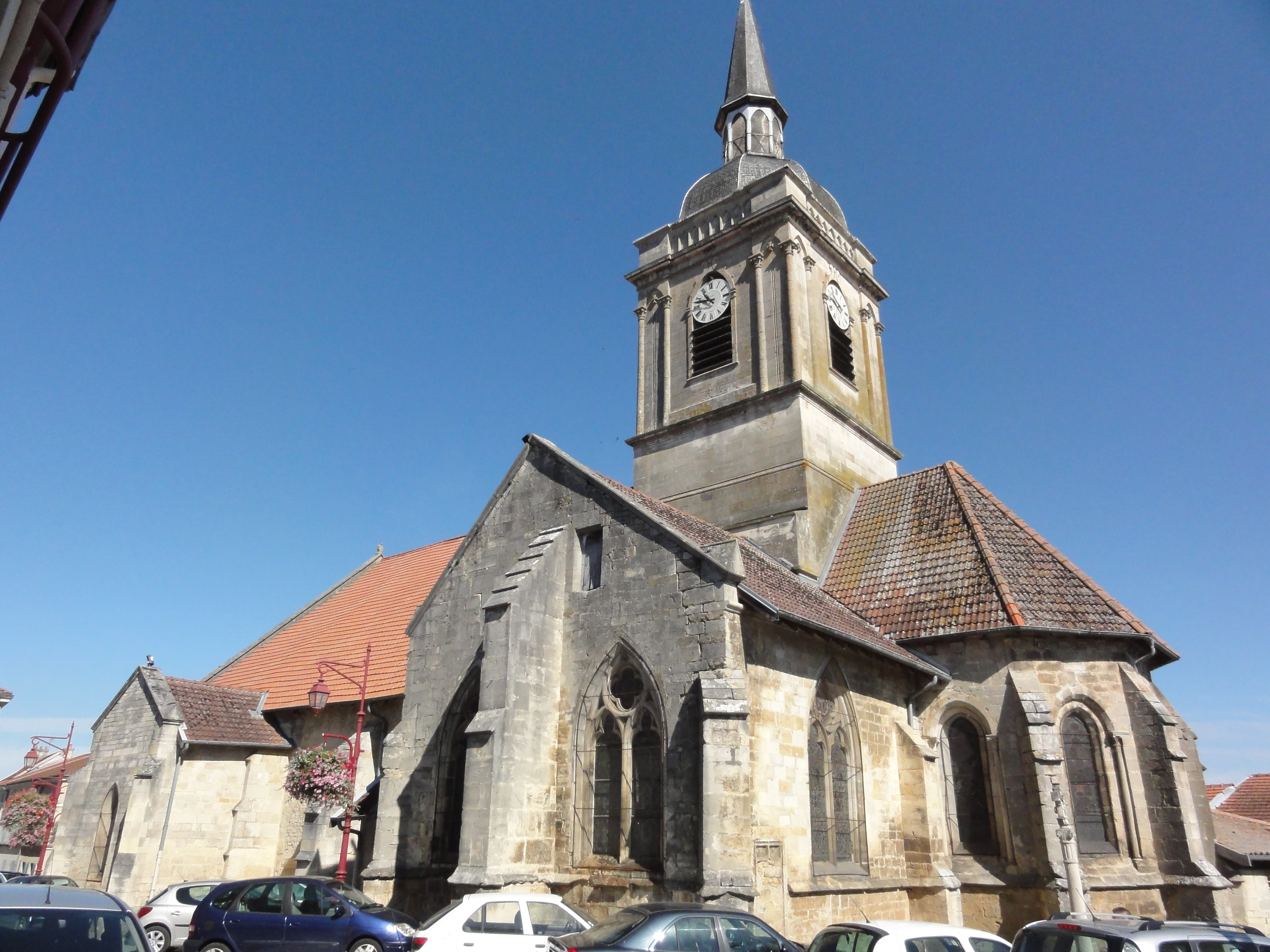
Église Saint-Martin.
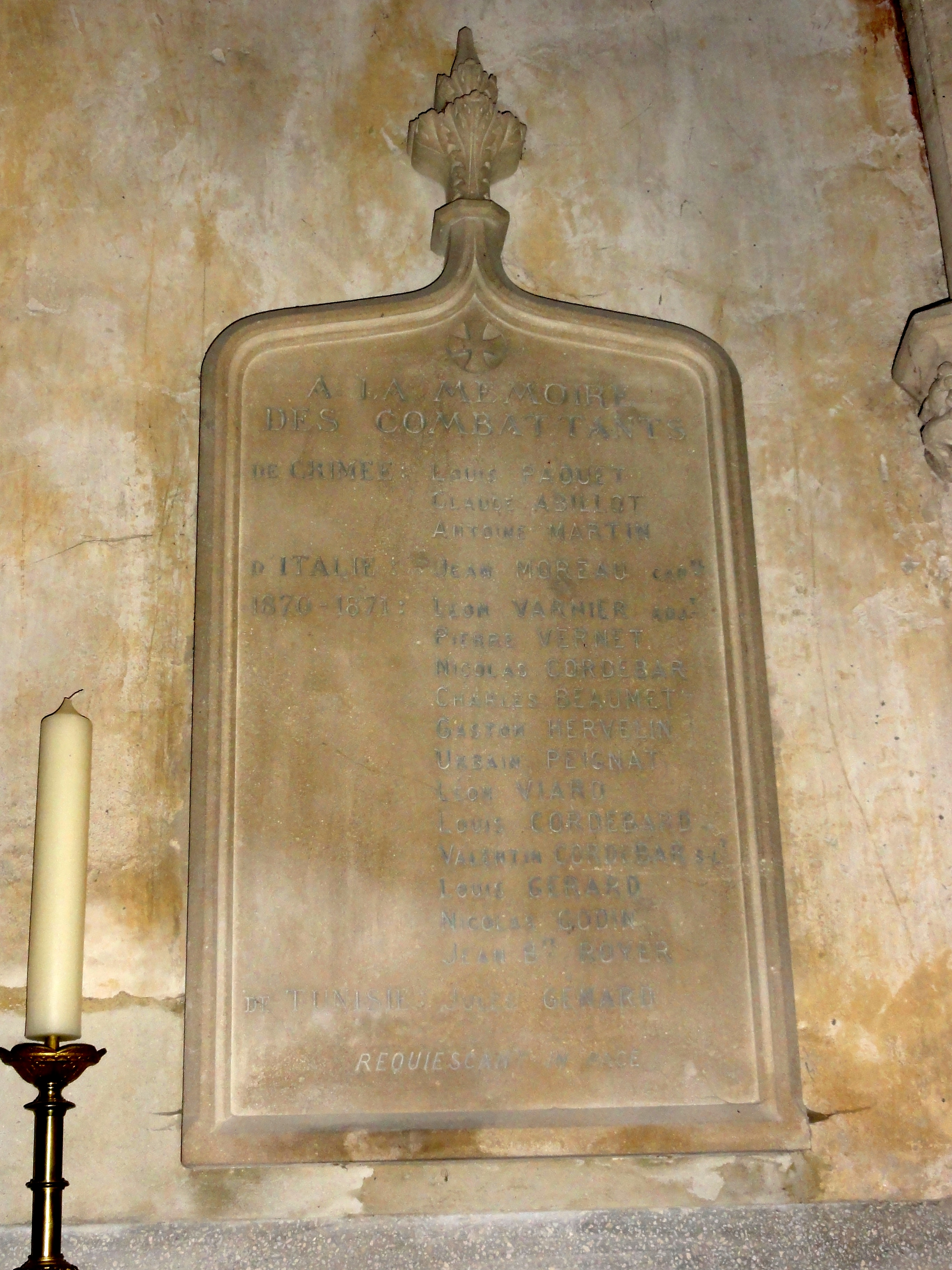
La plaque de la guerre 1870-1871.
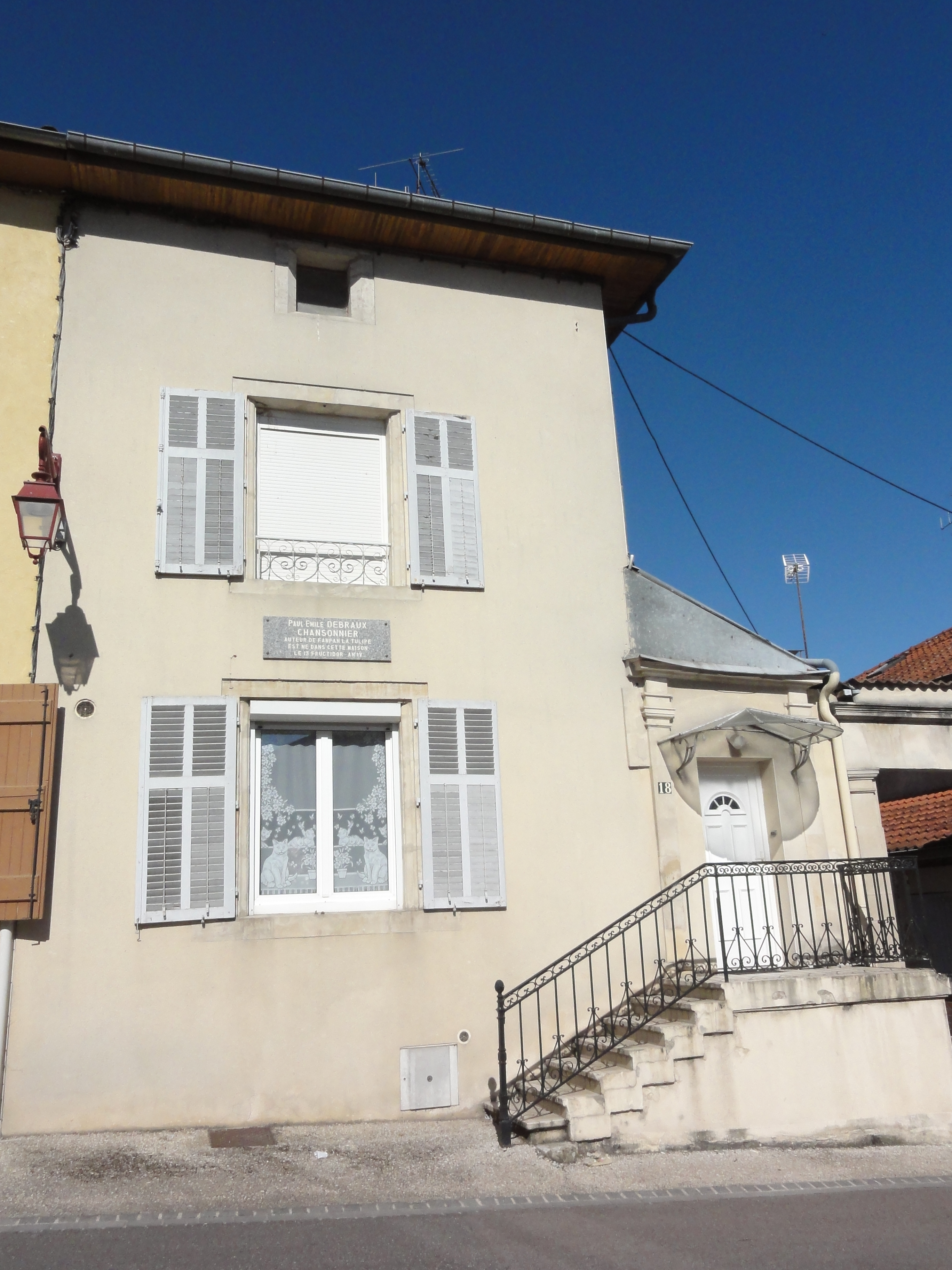
Maison natale de Paul Emile Debraux.
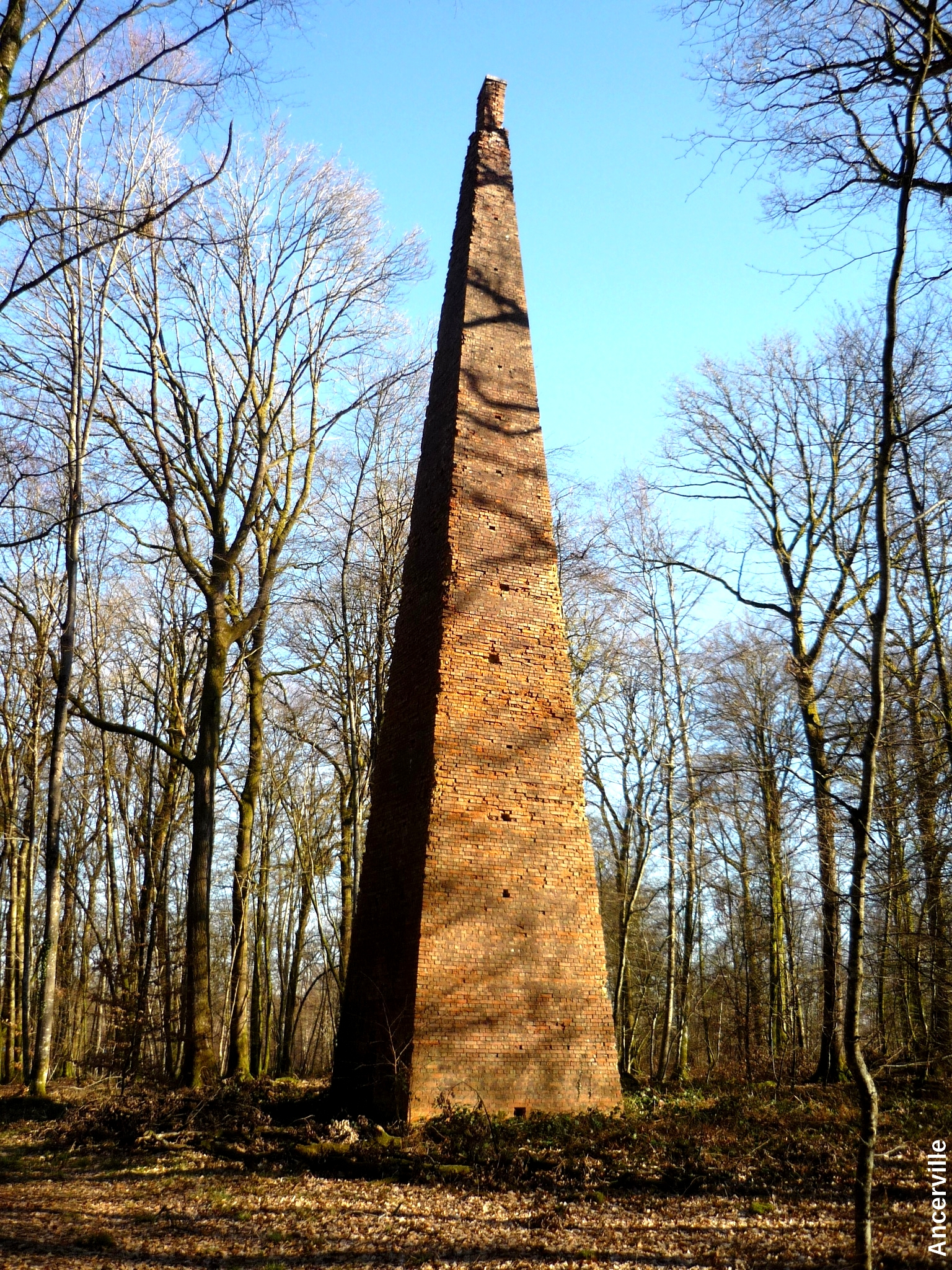
Cheminée géodésique.
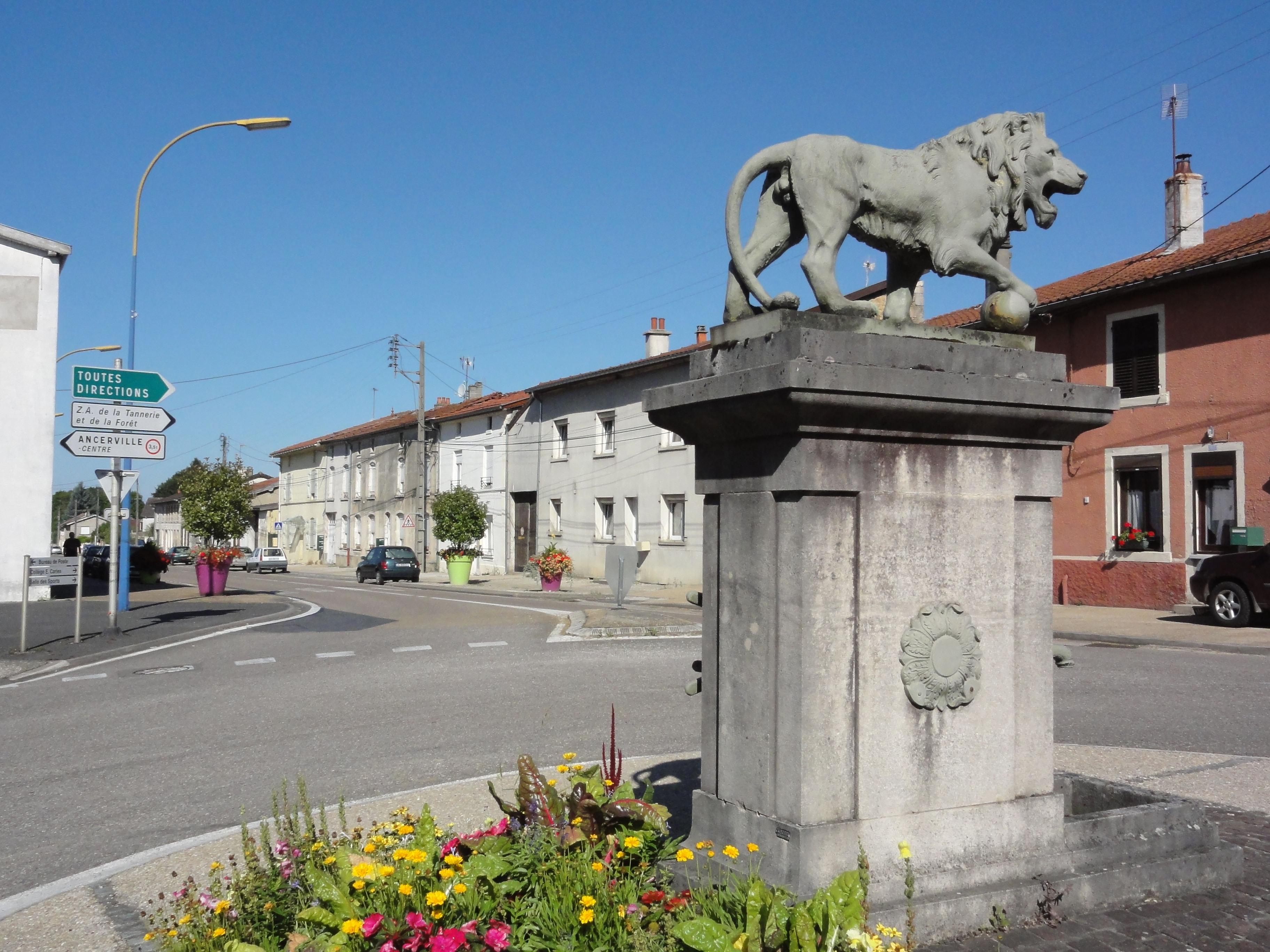
Pompe-fontaine Le Lion d'Ancerville.
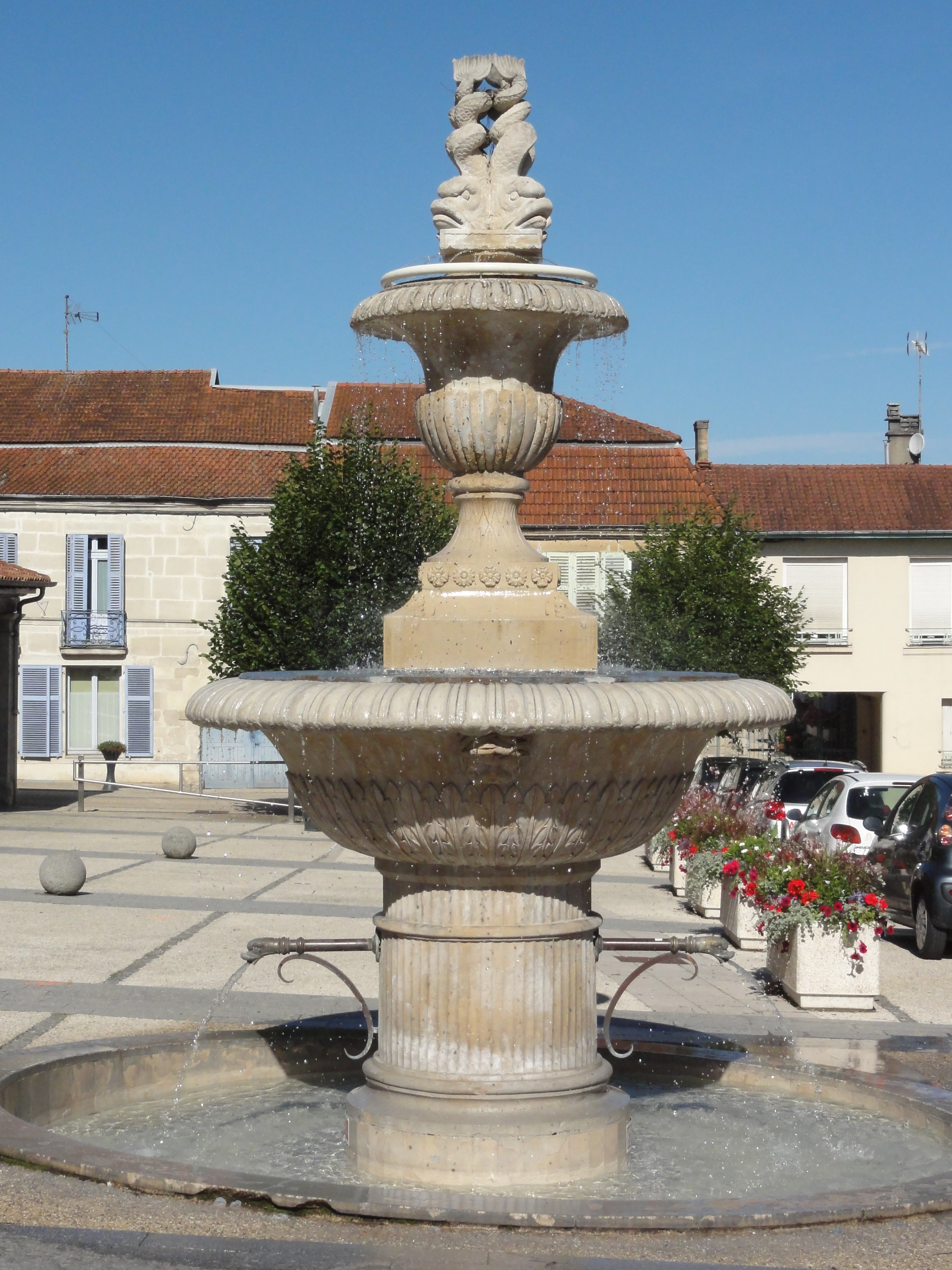
Fontaine de la place de la Mairie.
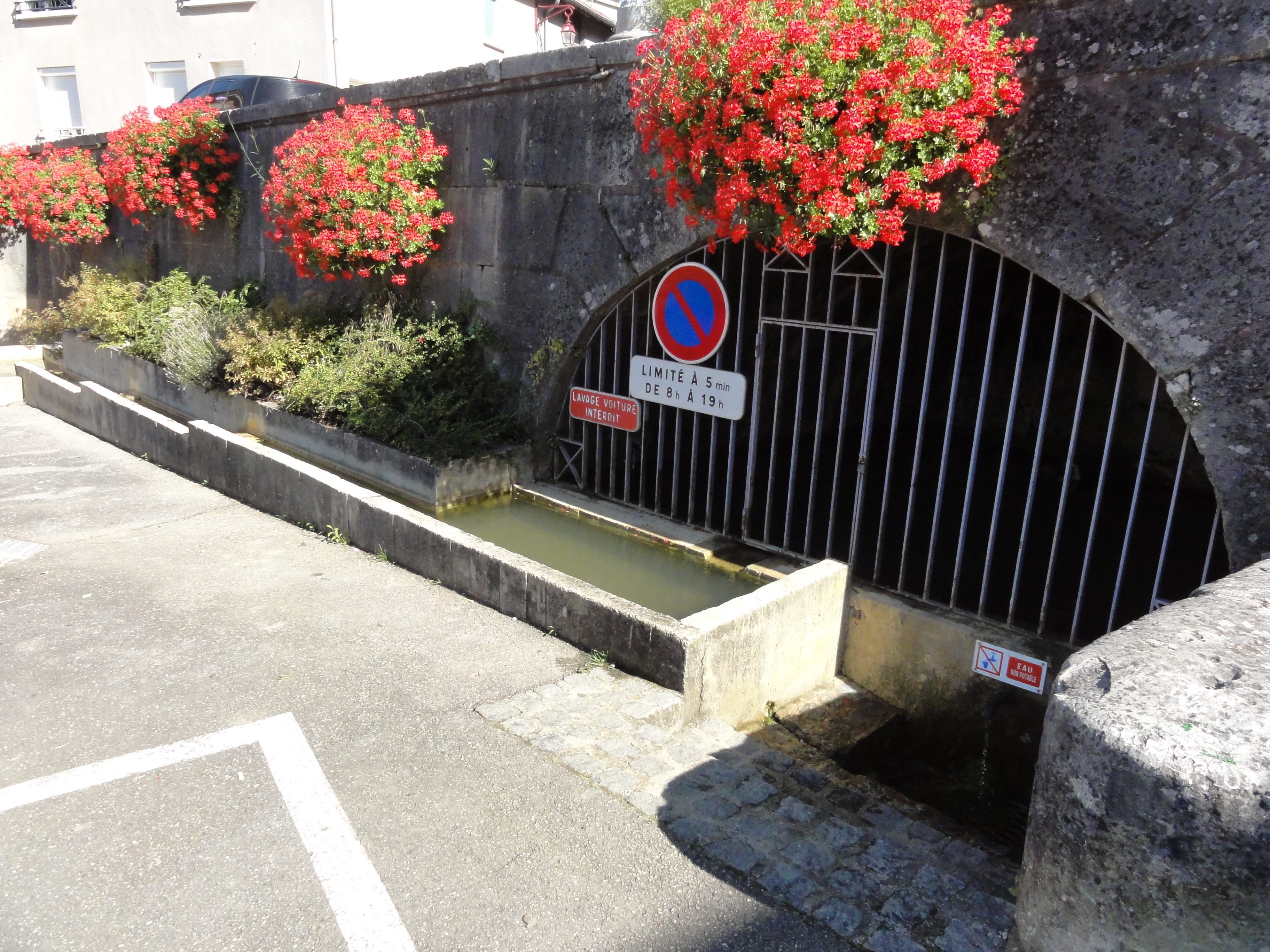
Fontaine, rue de la Fontaine.

#### Site spéléologique
La commune comporte plus de 47 cavités souterraines, dont six de plus de 150 m de développement ou de plus de 25 m de profondeur : le gouffre Bernard, le gouffre Hervelin, le gouffre de la Pelle, le gouffre de Vannerchel, le gouffre du Lion et la grotte des Sarrazins.

### Personnalités liées à la commune

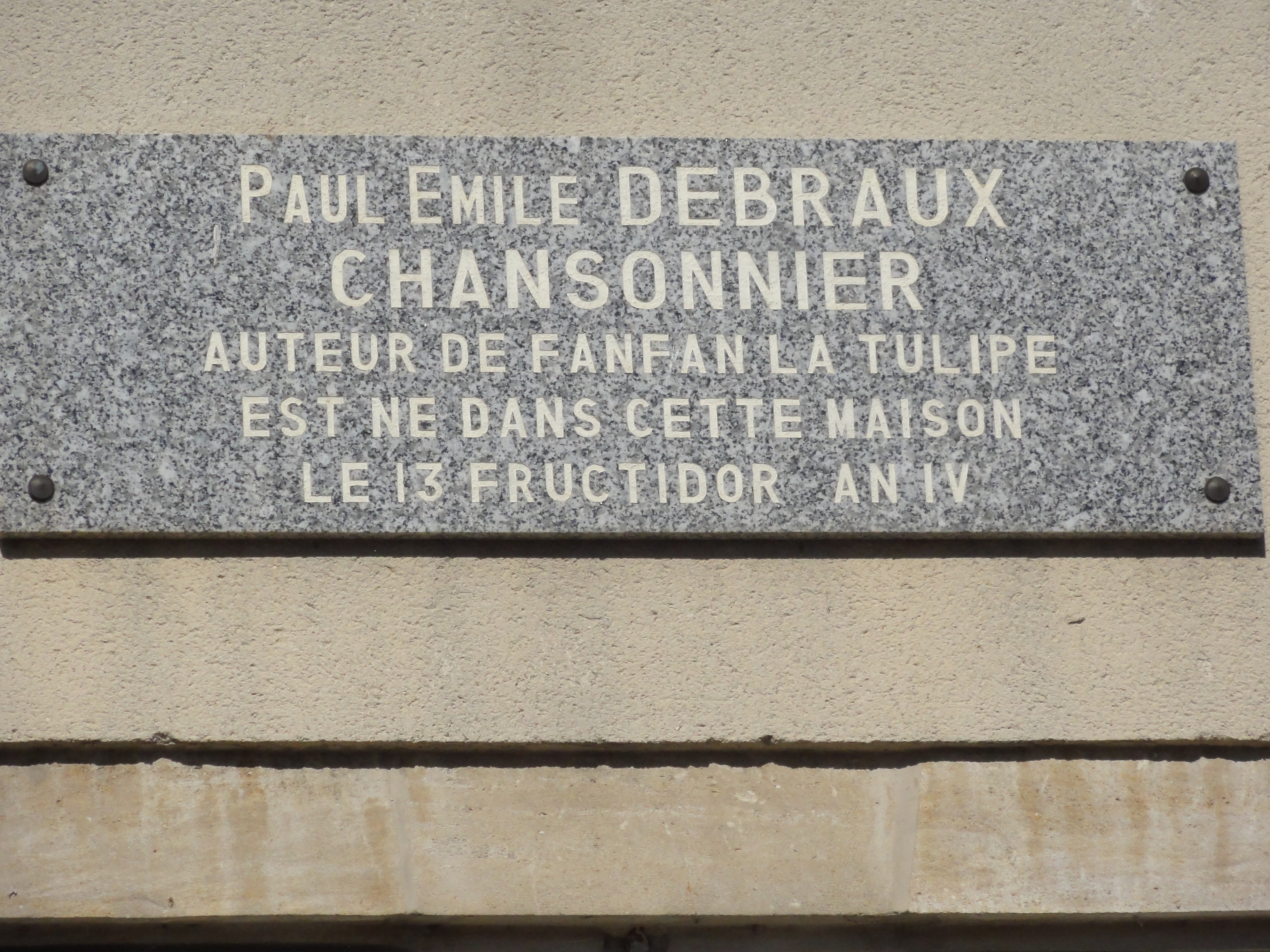
Plaque sur la maison natale d'Emile Debraux.

- Louis de Guise, baron d'Ancerville (1588 - 1631), mais il n'est pas sûr qu'il ait jamais mis le pied à Ancerville.
- Le colonel Nicolas Paqueron, né à Ancerville le 5 décembre 1791, mort en 1863.
- Émile Debraux, célèbre chansonnier et goguettier, auteur notamment des chansons La Colonne (1818) et Fanfan la Tulipe (1819), est né à Ancerville en 1796.
- Nicolas Paquet, né en 1831, fondateur de la compagnie Paquet.
- Simone Weber, née en 1929. Cette dernière est connue pour avoir tué son ancien amant Bernard Hettier en 1985

### Héraldique
| Blason | Blasonnement : D'argent au lion de sable tenant en ses pattes une palme de sinople ; au chef d'azur chargé d'une oie d’argent,. |